# Tony Soprano
Tony Soprano, Anthony John Soprano Sr. – boss rodziny mafijnej DiMeo w serialu telewizyjnym Rodzina Soprano wyprodukowanym przez HBO.  W postać wcielił się   James Gandolfini. Urodził się 22 sierpnia 1959 roku, jako syn Johna i Livii (z domu Pollio) Soprano.
Przez cały serial Tony Soprano zmaga się  z depresją i atakami paniki, które prowadzą do utraty przytomności. Z tego powodu rozpoczyna sesje terapeutyczne. Są one dla niego niezwykle  trudne, gdyż Tony nie może opowiadać o szczegółach swojej pracy. Ma on  też napięte relacje ze swoją żoną  Carmelą Soprano. Silną  więź emocjonalną ma ze swoimi dziećmi   Meadow Soprano i Anthony Jr.
Napięte relacje z żoną Carmelą Soprano są  konsekwencją jego częstych zdrad, co w końcu doprowadza  do rocznej separacji. Tony utrzymuje  relacje intymne z  pracownicą salonu Mercedes-Benz Glorią Trillo oraz rosyjską tancerką Iriną Peltsin. Do kobiet będących z nim w bliskiej relacji należała też: Svetlana Kirilenko, opiekunka wujka Juniora i kuzynka Iriny oraz Valentina la Paz. Ich związek rozpoczął  się, gdy Valentina spotykała się z Ralphem Cifaretto.
Jeszcze przed ślubem zdradzał Carmelę. Już będąc z nią w związku utrzymywał relacje intymne z Charmaine Bucco. Jego życie erotyczne często przeszkadzało mu w interesach.
Tony  jest najpotężniejszym bossem mafijnym w północnym New Jersey.  Prowadzona przez niego działalność przestępcza jest niezwykle dochodowa. Sporo wysiłku i pracy  kosztuje go jednak utrzymanie prowadzonego przez niego procederu w tajemnicy.  Oficjalnie jest zatrudniony jako doradca w firmie  Barone Sanitation, zajmującej się wywozem nieczystości. W pierwszym sezonie serialu zaczyna jako capo (caporegime), następnie awansuje na jednego z "bossów ulicznych"  rodziny  DiMeo,. Na jego barkach spoczywa prawidłowa organizacja przedsięwzięcia i minimalizowanie ryzyka.  Rodzinę zaczyna prowadzić niejako w zastępstwie, gdy główny boss, Corrado „Junior” Soprano, zostaje poddany aresztowi domowemu. Z Juniorem ma niezwykle bliskie i zażyłe relacje. To on przejmuje rolę jego zastępczego ojca po śmierci Giovanni „Johnny Boy” Soprano. Te relacje były jednak wielokrotnie napięte. To Junior odpowiadał za pozorowaną egzekucją Christophera Moltisanti, oraz zabił też Brendana Filone, co doprowadziło do wściekłości Tony’ego. Junior spiskował też z matką Tony’ego, Livią w celu zabicia go.
W związku z tym, że Tony był na stałe obserwowany przez FBI w trakcie ostatnich dwóch sezonów używa  „bratanka” (właściwie kuzyna jego żony), Christophera Moltisanti jako pośrednika między nim a swoją załogą.

## Przeszłość
Tony dorastał mieszkając z matką, ojcem i dwiema siostrami w New Jersey. Jego ojciec, Johnny Boy, był także związany z przestępczością zorganizowaną. W serialu wielokrotnie widzimy jak Tony w pamięci wraca do czasów, gdy był mały i opisuje zachowanie swojego ojca. Młody Tony grany był przez kilku aktorów. Bobby Boriello grał Tony’ego w odcinku „Down Neck”, w którym pokazano jak Tony przeżywa swój pierwszy atak po tym, jak widzi ojca obcinającego palec pracownikowi sklepu mięsnego. Tony wierzy, że jego ojciec bardziej kocha jego starszą siostrę niż jego. Wujek Tony’ego, Corrado „Junior” Soprano mieszkał niedaleko domu Tony’ego i pracował razem z jego ojcem. W innej scenie wspomnień Tony przywołuje stosunki jego ojca do Janice i odkrywa, że ojciec używa jej jako przykrywkę do spotkań z innymi członkami mafii na dziecinnym placu zabaw. Ówcześnie Tony uważał, że Janice jest pupilkiem jego ojca. Podczas terapii, kiedy został poproszony o przypomnienie sobie miłych wspomnień związanych z matką, Tony nie potrafił podać żadnego przykładu.
W liceum Tony chodził do klasy z Artiem Bucco i Davey Scatino, którzy są obecni w dalszej części serialu. Tony miał także bliskiego kuzyna, Tony’ego Blundetto, a dzieci z sąsiedztwa nazywały ich „Tony Wujek-Al” i „Tony Wujek-Johnny”, od imion ich ojców. Jako nastolatkowie chłopcy spędzili dwa lata na farmie ich wujka Pata Blundetto. Pat był żołnierzem w rodzinie DiMeo. Czasami towarzyszył im ich młodszy kuzyn Christopher Moltisanti nad którym się znęcali. Tony B. został aresztowany za branie udziału w napadzie, kiedy byli jeszcze w wieku młodzieńczym. Tony miał mu towarzyszyć, ale nie przyszedł na umówione spotkanie z powodu niekontrolowanego ataku paniki, jednakże nigdy się do tego nie przyznał. Oficjalnie nie pojawił się ponieważ został napadnięty i pobity.
Tony był częścią nieformalnej, młodej ekipy kryminalnej, w skład której wchodzili Silvio Dante, Ralph Cifaretto i Jackie Aprile Sr. Tony.  Szacunek rodziny DiMeo zyskał, gdy napadł i obrabował grę w karty, którą prowadził Feech La Manna. W ataku towarzyszyli mu Silvio i Jackie. Od tego czasu nic nie stało na przeszkodzie, by został członkiem rodziny.
W 1986 roku jego ojciec umiera na rozedmę płuc. Po jego śmierci Corrado „Junior” Soprano  przejmuje pieczę nad Tonym i rodziną mafijną zarządzaną przez jego ojca. Tony pamięta jak będąc nowym członkiem musiał płacić rachunki za drogie obiady.  Z czasem żołnierze z rodziny jego ojca Johnny’ego, Big Pussy i Paulie „Walunts” Gualtieri przenieśli swoją lojalność na Tony’ego, który stał się szefem dawnej grupy jego ojca. Jego stary przyjaciel, Silvio Dante, przyłączył się do jego struktury.
W 1995 roku, Tony był już szanowanym kapitanem w organizacji, kiedy boss rodziny, Eckley DiMeo został aresztowany i osadzony w więzieniu. Dobry przyjaciel Tony’ego i prowadzący jedną  z grup, Jackie Aprile Sr przejął rolę bossa w grudniu 1995.
Pod  rządami Jackiego rodzina DiMeo żyła w pokoju i przynosiła zyski aż do 1998 roku, kiedy to zdiagnozowano u Jackiego Aprile raka. Odkąd zachorował sporo  czasu  przebywał  w szpitalu  i nie mógł w pełni wykonywać zadań należących do bossa. Wówczas Tony przejął na siebie większość jego obowiązków. Na początku 1999 roku Jackie wydawał się być już zdrowy i wrócił na ulicę jako boss i rodzina radziła sobie aż do później jesieni, kiedy musiał wrócić do szpitala i zacząć chemioterapię. Wraz z rosnącą rolą Tony’ego w rodzinie narasta konflikt wewnętrzny pomiędzy  Juniorem, a Tonym. Te napięte relacje eskalują,  kiedy zdrowie Jackiego się pogarsza.
Wraz ze śmiercią Jackiego w 1999, w rodzinie trwają konflikty, kto będzie teraz ją prowadzić. Wielu żołnierzy a nawet kapitanów przygotowywało się do wojny, ale sytuację uspokoił Tony, który rozwiązał konflikt mianując Juniora nowym bossem. Junior będzie myślał, że przejdzie po drodze pełnej chwały, ale to Tony będzie rządził rodziną zza kulis.
Dziadek Tony’ego, Corrado Soprano, był kamieniarzem który wyemigrował z Avellino we Włoszech w 1910 roku. Pomagał w budowie kościoła w dawnej dzielnicy, w której mieszkał Tony i często zabiera tam swoje dzieci, aby opowiedzieć im o ich przeszłości. Tony także przypomina sobie, że gdy był 13 letnim chłopcem, ojciec pozwalał mu bawić się na jego terenie budowy, oraz jeździć ciężkimi maszynami.

## Jako ojciec
Tony ma dwoje dzieci – Meadow i A.J. Soprano. „Opiekuje” się także swoim domniemanym bratankiem, Christopherem Moltisanti, (rzeczywiście dalszym kuzynem) którego traktuje jak syna. Tony często jest przedstawiany jako kochający ojciec. bierze udział w meczach swoich dzieci, chce ich bezpieczeństwa, szczęścia i lepszej przyszłości. Ma nadzieje, że żadne z jego dzieci nie będzie musiało żyć tak jak on.
Tony jest bardzo dumny ze swojej córki, Meadow, za to, że sama się realizuje. W pierwszym sezonie wzruszył się widząc jej występ w chórze. Często mówi ludziom o tym, że chce ona zostać pediatrą. Jednakże czasami odpycha swoje dzieci od siebie przez zachowanie. Zawsze chciał odciąć ich od swojego życia kryminalnego, coś co Meadow poznała szybko, a potem A.J. dowiedział się od niej. Nadopiekuńczość Tony’ego względem Meadow często prowadziły do sporów między nimi. Na przykład pierwszy chłopak w college był afroamerykańskim żydem (z pochodzenia) i rasizm Tony’ego doprowadził do próby odstraszenia go. Meadow zignorowała tę „lekcję” jej ojca i przestała się do niego odzywać aż do zgody, która nastąpiła na Święta Bożego Narodzenia w 2001 roku.
Następnym chłopakiem Meadow był Jackie Aprile Jr., syn dobrego przyjaciela Tony'ego (Jackie Aprile Sr.). Tony obiecał ojcu Jackiego Jr., że będzie się starał nie pozwolić mu zejść na złą ścieżkę. Początkowo Tony miał nadzieję, że związek z Meadow pomoże Jackiemu wyjść na ludzi. Jednakże, od czasu, gdy jego wujek Richie został wypuszczony z więzienia i zaczął wciągać młodego Jackiego coraz bardziej w świat mafii. Tony uświadamia to sobie, gdy przyłapuje go w klubie ze striptizem i w kasynie. Ostrzega go, żeby lepiej nie wykorzystywał uczuć jego córki, przy czym konfiskuje mu broń. Tony nie poradził sobie z obowiązkami  ojca zastępczego  dla Jackiego. Tony wpływa na osoby wydające decyzje,  by zabito Jacka za kradzież. Mimo tego, że  Meadow zerwała z Jackiem przed jego śmiercią jak go zabrakło zaczęła pić i popadła w depresję. Po śmierci Jackiego, Tony akceptuje wszystkich chłopaków Meadow, również jej narzeczonego Finna.
Wobec swoich dzieci Tony nie używał siły fizycznej, zdarzało mu się  jednak znęcać psychicznie nad  A.J.

## Zdrowie
Tony cierpi na ataki paniki co czasami prowadzi do utraty przytomności. Pierwszy pokazany atak paniki miał miejsce  podczas grillowania mięsa na urodzinach jego syna. Tony traci przytomność i wywołuje małą eksplozję strącając butelkę z płynną rozpałką na grill. Zmusza to go do zgłoszenia się do lekarza, a zarazem ich sąsiada, Bruce Cusamano. Ten po wykonaniu badań kieruje Tony’ego do dr Jennifer Melfi.
Tony nie do końca wierzy, że jego ataki mają podłoże psychiczne. Często opuszczał terapię i nie chce zaakceptować diagnozy postawionej mu przez neurologów. Jednak przy dr Melfi otwiera się. Ona wyjaśnia mu zasady obowiązujące podczas pracy terapeutycznej i informuje go o relacjach panujących między pacjentem, a lekarzem. Tony nabiera zaufania i opowiada dr Melfi o stresie związanym z wykonywaną przez niego pracą.  Jednocześnie nie opowiada jej o całej przemocy z jaką się z tam styka. Opowiada jej  historię kaczek które mieszkały w jego basenie. Mówi też o swojej matce, Livii, która jest cały czas pesymistyczna i cyniczna. Pod koniec pierwszego sezonu Tony przyznaje, że czuje się przygnębiony, ale wybucha gdy dr Melfi naciska go, aby powiedział jej jeszcze coś na temat jego „związku” z kaczkami. Tony'emu wydaje się, że doszedł do końca jakiegoś okresu, ale nie wie jakiego.
Kiedy całą rodziną odwiedzają Green Grove, dom spokojnej starości, w którym Tony stara się umieścić swoją matkę. Podczas oglądania za sprawą słów wypowiedzianych przez Livię Tony dostaje drugiego ataku.
Kiedy dr Melfi przepisuje mu prozac, lek antydepresyjny, mówi mu, że w obecnych czasach z rozwiniętą farmakologią nikt nie musi cierpieć z powodu depresji. Tony nie przychodzi na następne spotkanie.
Podczas następnej sesji Tony nadal niepewnie podchodzi do swojej słabej psychiki. Tony’emu wydaje się, że tabletki, które dostał już działają, ale dr Melfi tłumaczy mu, że na efekt trzeba czekać jakieś 6 tygodni. Wyjaśnia, że to co działa, to ich terapia i wspólne rozmowy. Tony opisuje sen w którym ptak kradnie mu penisa, dr Melfi przewiduje, że miłość Tony’ego do swojej rodziny została przeniesiona na kaczki, które mieszkały w jego basenie, co prowadzi go do łez, kiedy pomyśli jak łatwo je stracił. Wyjaśnia tym samym lęk Tony’ego przed utratą kogoś bliskiego.
W odcinku „46 Long” omawiają oni problemy z jego matką, oraz to, że ta czuje się samotna. Tony przyznaje, że czuje się winny, że jego matka nie może mieszkać z rodziną. Dowiadujemy się, że jego siostry cały obowiązek opieki nad matką przerzuciły na niego. Ma trudności z przypomnieniem sobie jakichkolwiek pozytywnych doświadczeń z dzieciństwa. Widzimy także jak obwinia Carmelę, za to, że jego matka nie mogła zamieszkać z nimi. Rozmawiają także o wypadku samochodowym jego matki.  Dr Melfi  sugeruje, że to depresja mogła mieć związek z tym wypadkiem. Tony przyjmuje to bardzo źle i staje się z tego powodu agresywny. Tony doznaje kolejnego ataku, gdy odwiedza jej dom po tym, jak wyprowadziła się do Green Grove. W późniejszych odcinkach dr Melfi naciska, aby Tony przyznał, że ma w sobie uczucie gniewu w stosunku do swojej matki, po czym ponownie Tony wybucha gniewem. Podczas sesji Tony porównuje się do klauna, kogoś wesołego na zewnątrz, ale smutnego w środku.
W „Denial, Anger, Acceptance” Tony dyskutuje z dr Melfi na temat Jackiego Aprile i jego choroby (raka). Dr  Melfi stara się mu pokazać na tym przykładzie jak działa negatywne myślenie, które występuje w czasie depresji. Tony ponownie wścieka się ponieważ uważa, że ona stara się go oszukać i manipulować jego myślami przez obrazki, które ozdabiają jej gabinet. Za swoje kontakty zawodowe Tony zostaje nazwany Frankensteinem. Tony wraca na terapię aby przedyskutować to z dr Melfi, która  pyta go, czy czuje się jak potwór.
W „Down Neck” Tony opisuje atak paniki jaki miał w dzieciństwie. Widział on jego ojca i wujka jak obcinali palec miejscowemu rzeźnikowi. Następnie w domu gdy matka kroiła mięso na kolację od tego właśnie rzeźnika, Tony zemdlał. Dr Melfi odkrywa powiązanie pomiędzy mięsem a atakami paniki u Tony’ego.
Relacje między dr Melfi a Tonym fluktuowały. Tony miał do dr Melfi zaufanie i czuł się przy niej niezwykle komfortowo. Czasami jednak jej wtrącanie się do jego życia powodowało u niego wybuchy wściekłości. Stawał się wtedy sarkastyczny i arogancki w stosunku do niej, co doprowadziło do stanu ciągłego napięcia między nimi.

## Zamachy
W premierowym odcinku szóstego sezonu Junior Soprano, myśląc, że Tony to „Little Pussy” Malanga strzela do niego, trafiając w brzuch. Tony’emu udaje się dodzwonić pod nr 911, ale traci przytomność i nie jest w stanie powiedzieć operatorowi co się stało.
Drugi odcinek szóstego sezonu pokazuje, że Tony jest w śpiączce. W drugim i trzecim odcinku widzimy Tony’ego we śnie, który przedstawia czyściec, lub inne zaświaty, gdzie jest witany przez swojego kuzyna, Tony'ego Blundetto. Także prawdopodobnym jest, że osoba cień stojąca w drzwiach jest jego matką, lub Glorią Trillo, które już nie żyją. Pod koniec trzeciego odcinka Tony wybudza się ze śpiączki,  a jego stan staje się stabilny.
W czwartym odcinku Tony może się już ruszać, a jego głos powoli się wzmacnia. Jego podejście do życia zmienia się diametralnie po tym jak był bliski śmierci. Nie opowiedział nikomu o swoich przeżyciach podczas śpiączki, jednakże w odcinku „Kaisha” mówi Philowi Leotardo (który leży w szpitalu po ataku serca), że kiedy był w śpiączce był w miejscu do którego nie chce wracać. Prowadzi także filozoficzne rozmowy z innym pacjentem, Johnem Schwinnem, przy którym wspomina, że podczas śpiączki doświadczył czegoś czego nigdy nie chciał doświadczać i starał się tego unikać.

## Sny
Tony czasami miewa sny, w których widz uczestniczy. Odcinki w których pokazane są sceny snów to na przykład „Pax Soprana”, „Isabella”, „Everybody Hurts”, „Calling All Cars” i „The Test Dream”.
W pilotowym odcinku Tony opowiada dr Melfi o śnie w którym widzi śrubę w swoim pępku. Gdy ją odkręca, odpada mu penis. Starał się znaleźć mechanika aby ten mu pomógł go przykręcić, ale penisa z ręki porywa mu ptak.
W odcinku „Meadowlands” Tony ma sen w którym kilku ludzie których zna są wraz z nim w gabinecie dr Melfi, co powoduje zmartwienie i zakłopotanie. Boi się, co się stanie gdy ludzie się dowiedzą o tym, że korzysta z terapii. Sen kończy się konfrontacją z dr Melfi, po czym nagle okazuje się, że rozmawia on z własną matką, Livią.
W „Pax Soprana” Tony miewa kilka snów i fantazji na temat dr Melfi. Uświadamia sobie, że jest w niej zakochany, ale zostaje odtrącony,  kiedy wyznaje jej to wszystko.
W „Isabella” Tony przechodząc załamanie po zniknięciu Big Pussy'ego zapoznaje się z młodą studentką dentystyki o imieniu Isabella, która aktualnie mieszka u rodziny Cusamano, podczas gdy oni są na wakacjach. Po jakimś czasie  odkrywa, że ona tak naprawdę nie istnieje, a jej wyobrażenie było tylko efektem przedawkowania litu, a Isabella reprezentuje matkę jakiej Tony nigdy nie miał.
W odcinku „Everybody Hurts” Tony śni o swojej byłej kochance, Glorii Trillo, krótko po tym jak dowiedział się, że popełniła samobójstwo. Odwiedza on ją w jej pokoju, gdzie zastaje ją w czarnej sukience z czarnym szalikiem wokół szyi. Po chwili szal spada z jej szyi i Tony zauważa, że żyrandol jest prawie wyrwany z sufitu. Gloria nagle pojawia się przy stole i pyta Tony’ego czy woli zobaczyć co ma pod sukienką, albo pod szalikiem. Kiedy zdejmuje szalik Tony budzi się i idzie do łazienki po swoje lekarstwa.
W „Calling All Cars” Tony ma dwa sny w których występuje Ralph Ciferatto. W pierwszym jedzie autem prowadzonym przez Carmelę, siedząc na tylnym siedzeniu starego auta jego ojca. Widać gąsienicę na tyle głowy Ralpha. Pasażer siedzący obok Tony’ego zmienia się, raz jest to Gloria Trillo, a raz Svetlana Kirilenko. Gąsienica przeradza się w motyla. Dr Melfi tłumaczy mu potem, że motyl symbolizuje zmianę Ralpha, oraz to, że Carmela będzie chciała rządzić w domu.
W drugim śnie Tony idzie za Ralphem do starego domu, do którego wchodzi Ralph. Puka do drzwi i postać płci żeńskiej pojawia się w cieniu; drzwi otwierają się powoli. Tony mówi, że przyszedł w sprawie pracy kamieniarza, ale nie mówi za dobrze po angielsku. Kiedy ma wejść do domu, budzi się.
W odcinku „The Test Dream” Tony dociera do czasu zabicia swojego kuzyna, Tony’ego Blundetto, a także zastanawia się nad wewnętrznymi demonami i innymi strasznymi rzeczami z dzieciństwa, jego stosunki z żoną, jego niewierność, myśli o tych którzy zginęli z jego ręki, albo z jego rozkazu, o swoim losie oraz o swoich stosunkach z ojcem. Ponownie możemy go zobaczyć w starym aucie jego ojca z jego wieloma byłymi współpracownikami.